# Iemelian Pugachev
Iemelian Ivanovich Pugachev (Pugachyovskaya, 1742 — Moscovo, 21 de janeiro de 1775) foi o líder de uma grande rebelião cossaca e camponesa na Rússia (rebelião Pugachov, 1773 - 1775).
Nos anos seguintes ao assassinato do imperador russo, Pedro III, em 1762, e usurpação do trono por Catarina II, apresentaram-se vários impostores do monarca. Iemelian Pugachev foi um dos mais famosos impostores, identificando-se enquanto Pedro III durante a revolta que liderou de 1773-1775.